# Agustín García (militar)
Tte. Coronel Agustín García fue un militar mexicano que participó en la Revolución mexicana. Nació en Fortín, Veracruz, en 1880. De origen campesino, estudió sólo algunos años de la primaria. En 1910 se levantó en armas a favor del movimiento maderista. Más tarde marchó a Morelos, donde se unió al Ejército Libertador del Sur en el contingente zapatista. Regresó a Veracruz y dejó al zapatismo para incorporarse a las fuerzas del General Cándido Aguilar, quién lo nombró Jefe de su escolta personal. A la muerte de Venustiano Carranza, dejó al ejército en 1920 y, ante presiones políticas, emigró del país. 